# Gura Văii, Buzău
Gura Văii este un sat în comuna Scorțoasa din județul Buzău, Muntenia, România. Se află în centrul județului, în depresiunea Policiori din Subcarpații de Curbură.